# Asmea
Asmea (anche ASM Energia e Ambiente) è stata una società a responsabilità limitata italiana che ha operato nel mercato libero dell'energia elettrica per conto di ASM Brescia dal 1999 al 2010.

## Storia
La società fu attivata da ASM Brescia nel 1999 a seguito dell'apertura del cosiddetto mercato libero dell'energia elettrica.
Operò dunque come marchio commerciale di ASM per la vendita di energia elettrica nel mercato libero e per i servizi ambientali, come la gestione della rete fognaria, degli acquedotti, della depurazione e per la fatturazione agli utenti del teleriscaldamento.
La società continuò la sua attività in maniera autonoma anche dopo la fusione di ASM con AEM: solo il 1º gennaio 2011 fu incorporata in A2A Energia.